# 兜塚古墳
兜塚古墳（日语：／ Kabutodukakofun）是位於日本宮城縣仙台市太白區根岸町的一座扇貝形古墳，古墳位處於宮城縣仙台南高等學校的校園範圍內。古墳呈扇貝式，推測建於古墳時代中期（約5世紀後半），全長約75米，有葺石和埴輪，是同時期仙台平原的古墳中規模最大的。

## 概要
古墳地處於廣瀨川南岸（右岸），大年寺山東麓的沖積平原。一塚古墳、二塚古墳和裏町古墳等附近的較小型的古墳均建於類同的沖積平原上。古墳附近是較這批古墳的規模再小一些的大野田古墳群。因此，有說法認為兜塚古墳等規模較大的古墳的入葬者可能是大野田古墳群的入葬者中的首長級人物。
古墳現狀看起上來像是直徑50米長的圓墳，實際上是由於市道的興建，前方部分被削去，推測原本規模是後圓部分直徑62.4米、前方部分長15米、主軸長約75米、前方部分前端寬約30米、後圓部分高6.8米。後圓部分的周溝闊13米。前方部很小，呈扇貝形。
後圓部分的兩層，可以憑肉眼看到，第三層則隱約看到，由於看起上來像頭盔（日語稱為兜），古墳以此得名。其斜面鋪有葺石，亦有圓筒埴輪和朝顏形埴輪。
17世紀後，有說法指古墳埋葬了慶長6年（1601年）小人騷動中的死者，因此古墳亦被稱為小人塚。直至明治時代為止，仙台的人均通過這個傳說而知道古墳的存在，部分古地圖上的表記亦稱其為小人塚。
然而，明治時代的考古學者已經得知其為古墳，但是到底是圓墳還是前方部分被破壞的前方後圓墳，當時尚未有定論。
1977年，宮城縣教員委員會在古墳的東面展開考古調查，發現了馬蹄形的溝，推測为前方部分很小的扇貝式前方後圓墳。1988年，委員會則在南面展開考古調查，但是始終未有在古墳主體進行發掘。調查中，除了用作葺石的大量圓型河原石外，亦發現了少量圓筒埴輪和朝顏形埴輪的碎片，這些埴輪碎片與附近的富澤窯跡出土的文物相當類似。